# Zapotlanejo (kommun)
Zapotlanejo är en kommun i Mexiko.   Den ligger i delstaten Jalisco, i den centrala delen av landet, 400 km väster om huvudstaden Mexico City.
Följande samhällen finns i Zapotlanejo:
- Zapotlanejo
- La Mezquitera
- Pueblos de la Barranca
- Los Tepetates
- Pueblo Viejo
- Cerrito de Buenos Aires
- El Aguacate
- J. Isabel Flores
- Las Liebres
- La Joya Chica
- San Joaquín
- El Maestranzo
- La Mesa
- La Yerbabuena
- Buenos Aires
- Señoritas
- Corralillos
- El Salto de las Peñas
- La Villa
- La Palma
- El Carricillo
- San Rafael
- Las Latas
- Las Puertas
- Bicercio
- El Gato
- El Bajío
- La Barranca
- Tepame
- Huejotitlán
- La Joya Grande
- El Mezquite Grande
- San Miguel
- Agua Bermeja